# Onthophagus ieti
Onthophagus ieti är en skalbaggsart som beskrevs av Yves Cambefort 1984. Onthophagus ieti ingår i släktet Onthophagus och familjen bladhorningar. Inga underarter finns listade i Catalogue of Life.